# Helsingborg Marathon
Helsingborg Marathon är ett årligt maratonlopp genom stora delar av Helsingborg. Med cirka 1000 deltagare är det Sveriges näst största maratonlopp, efter Stockholm Marathon, sett både till antal deltagare och elitlöpare. Starten går vid Sundstorget i centrala Helsingborg och målgången är på Gröningen, strax norr om starten. Distansen är 42 195 meter och kontrollmätt av svensk friidrotts förbundsmätare.

## Historik
Initiativtagarna Andreas Moresco (tidigare Gartmyr) och Simon Wikstrand började planera Helsingborg Marathon 2012. Första upplagan gick av stapeln den 13 september 2014 och blev redan då Sveriges näst största maratonlopp sett till antal deltagare. Totalt fullföljdes loppet av 1271 löpare i maratonklassen och 1481 löpare deltog i stafettklassen.

2017 införde Helsingborg Marathon barnloppet Bama Kids Run med två klasser, 650 meter och 1600 meter. Barnloppet går längs upploppet och har samma målgång som Helsingborg Marathon.
2018 lämnade Simon Wikstrand organisationen och ersattes med Fredrik Wikerberg. Dessutom var det premiär för Helsingborg Half Marathon som arrangeras under samma dag och har samma start och mål som Helsingborg Marathon. Stora delar av banan är samma som maratonbanan.
2019 sprangs den sjätte upplagan av Helsingborg Marathon och hela 54 löpare har nu fullföljt alla loppen sedan starten 2014.
2020 ställdes loppet in p g a Coronapandemin
2021 utökades arrangemanget med en halvmarathonstafett. 

## Banans sträckning
Loppet består av ett moturs varv runt Helsingborg och spänner över 42 195 meter slingriga vägar, mestadels asfalt. Startområdet är beläget vid Sundstorget, i närheten av Dunkers kulturhus i hjärtat av Helsingborg. Mållinjen hittas cirka 500 meter norr om starten, på Gröningen. Men innan dess ska löparna passera tre kontroller, där de kan springa genom en portal, för att registrera sina mellantider. Dessa utgör även växlingsområden för stafetten. De ligger i närheten av Ättekulla naturreservat, Fredriksdal och Pålsjö skog.

De första sju kilometerna tar löparna längs med havet och hamnen, med utsikt över Danmark på höger sida. Väl framme vid banans sydligaste punkt, Råå småbåtshamn, så korsas Råån innan det bär av mot Ättekulla Naturreservat, där Landborgspromenaden börjar. Fjorton kilometer in i loppet når löparna Ramlösa Brunnspark och kort därefter Jordbodalen. Halvvägs in i maratonet tar sig deltagarna fram genom Fredriksdal. Därefter passerar löparna fotbollsarenan Olympia och rundar sedan Helsingborg Arena.
 En stund senare tornar den höga fästningen Kärnan upp sig. Nästa signifikanta anhalt är Pålsjö Slott, följt av en passage genom Sofiero Slottsträdgård. De avslutande tre kilometerna sträcker sig längs med Drottninggatan och Strandvägen, förbi Fria Bad och slutligen utmed strandpromenaden, parallellt med Gröningen.

## Vinnare
Banrekord

### Herrar
Maraton
| År   | Vinnare            | Land    | Tid     |
| ---- | ------------------ | ------- | ------- |
| 2014 | Henrik Orre        | Sverige | 2.33.48 |
| 2015 | Henrik Orre        | Sverige | 2.33.13 |
| 2016 | Anders Dahlman     | Sverige | 2.34.21 |
| 2017 | Klas Johansson     | Sverige | 2.31.12 |
| 2018 | Erik Anfält        | Sverige | 2.30.54 |
| 2019 | Henrik Orre        | Sverige | 2:43:50 |
| 2021 | Mattias Wellermark | Sverige | 2:36:59 |
| 2022 | Jesper Lundberg    | Sverige | 2:29:21 |

### Damer
Maraton
| År   | Vinnare                    | Land    | Tid     |
| ---- | -------------------------- | ------- | ------- |
| 2014 | Karin Axelsson             | Sverige | 3.04.23 |
| 2015 | Anna Bjurman               | Sverige | 3.10.10 |
| 2016 | Malin Holmberg             | Sverige | 3.03.29 |
| 2017 | Josefin Svanlindh          | Sverige | 3.08.15 |
| 2018 | Josefin Gerdevåg           | Sverige | 2.54.01 |
| 2019 | Mariella Löndahl           | Sverige | 3:05:11 |
| 2021 | Jessica Marceau            | Sverige | 3:03:31 |
| 2022 | Annie Sönnerborn Wadenhorn | Sverige | 2:57:55 |